# Чамакоко (язык)
Чамакоко (Chamacoco, Ishír, ɨshɨr ahwoso, Ishiro, Jeywo, Xamacoco, Xamicoco, Yshyr ahwoso, Yshyro) — находящийся под угрозой исчезновения индейский язык, на котором говорит народ чамакоко, который проживает в муниципалитетах Питьянтута, Пуэрто-Мария-Элена муниципалитета Альто-Парагвай (диалект томарао) и в муниципалитетах Инита, Карчабалут, Мисьон-Санта-Тересита, Пуэрто-Диана, Пуэрто-Кабальо, Пуэрто-Эсперанса департамента Альто-Парагвай (диалект ибитосо) в Парагвае. Имеет диалекты ибитосо, орио, томарао